# Johannes Kulset

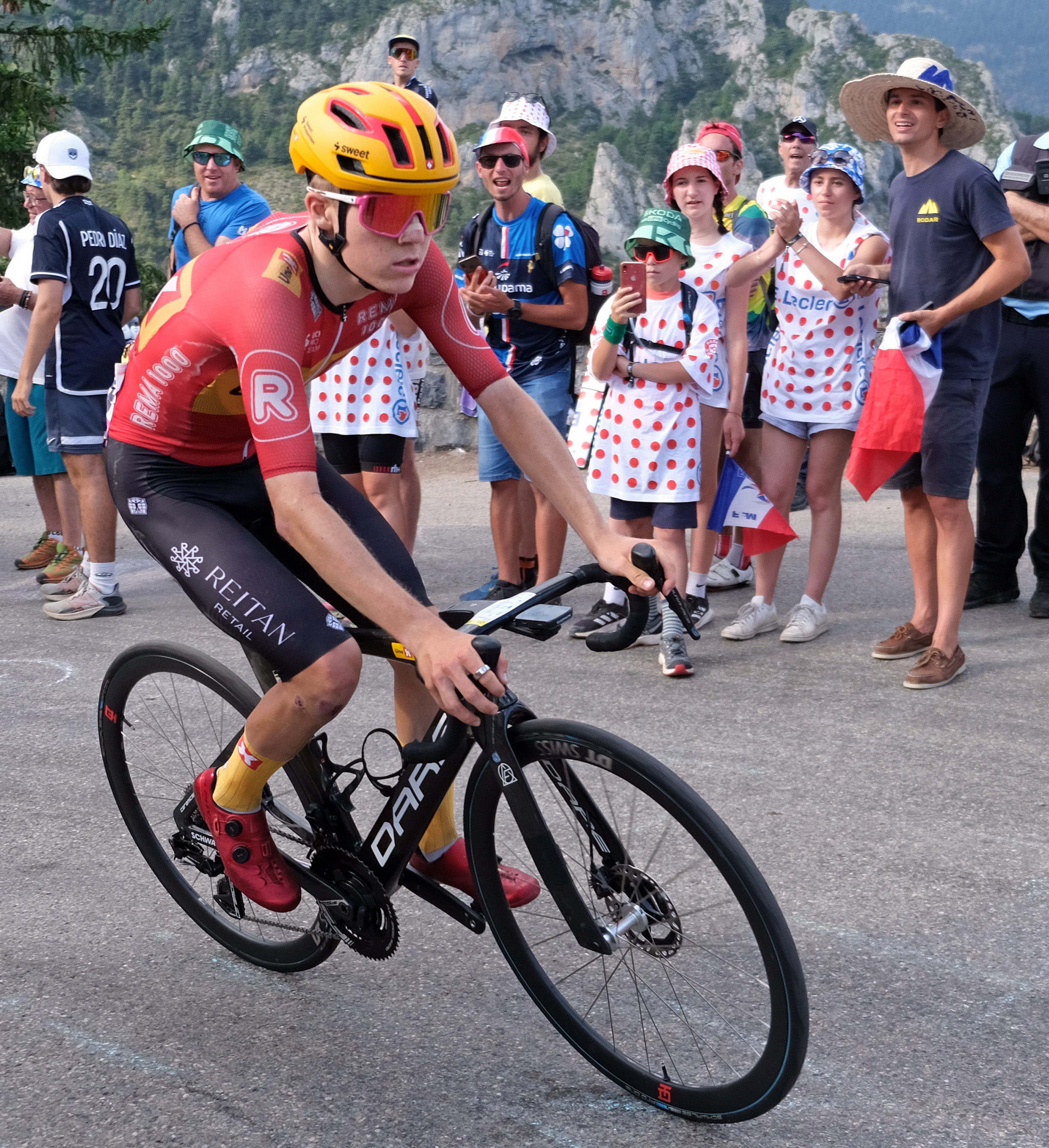
Johannes Kulset während der 20. Etappe der Tour de France

Johannes Kulset (* 14. April 2004 in Oslo) ist ein norwegischer Radrennfahrer.

## Sportlicher Werdegang
Bereits als Junior machte Kulset als Rundfahrer auf sich aufmerksam. 2022 kam er im UCI Men Juniors Nations’ Cup bei der Tour du Pays de Vaud auf den zweiten, bei der Trophée Centre Morbihan auf den dritten Gesamtrang.
Mit dem Wechsel in die U23 wurde Kulset 2023 Mitglied im Uno-X DARE Development Team. Beim heimischen Ringerike Grand Prix verpasste er als Zweiter knapp seinen ersten Sieg. Bei der Alpes Isère Tour stand er als Dritter auch erstmals auf dem Podium einer Rundfahrt in der Elite. Bei Einsätzen mit dem Uno-X Pro Cycling Team kam er auf den achten Gesamtrang der Sibiu Cycling Tour und den 14. Platz bei der Tour of the Alps.
Bereits nach einem Jahr wurde Kulset in das UCI ProTeam von Uno-X übernommen. Mit der Tour de France 2024 bestritt er seine erste Grand Tour, die er als jüngster Fahrer auf dem 47. Gesamtrang beendete. Im Jahr 2025 gewann er als Gesamtzweiter die Nachwuchswertung der Alula Tour.

## Familie
Johannes Kulst ist der jüngste Bruder von Kristian, Sindre und Magnus Kulset, die alle professionelle Radrennfahrer beim Team Uno-X sind oder waren. Sein Vater ist der Geschäftsführer des norwegischen Mineralölkonzerns Uno-X Mobility, Hauptsponsor seines Radsportteams.

## Erfolge
2021
- Nachwuchswertung Giro della Lunigiana

2025
- Nachwuchswertung Alula Tour

## Grand-Tour Platzierungen
| Grand Tour            | 2024 |
| --------------------- | ---- |
| Giro d’ItaliaGiro     | –    |
| Tour de FranceTour    | 47   |
| Vuelta a EspañaVuelta | –    |